# Paul Farrell-Turepu
Paul Farrell-Turepu – trener piłkarski z Wysp Cooka.

## Kariera trenerska
Od listopada 2011 prowadził narodową reprezentację Wysp Cooka.